# Институт эстонского языка

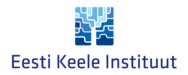

Институт эстонского языка (эст. Eesti Keele Instituut) — государственное научное учреждение, занимающееся в основном изучением эстонского языка. Основан в 1993 году в ходе реорганизации Института языка и литературы. Находится в Таллине, улица Роозикрантси 6.

## История
Институт языка и литературы был создан в 1947 году в составе Академии наук Эстонской ССР. В 1990-х годах в результате реорганизации часть отдела фольклористики была присоединена к Литературному музею, литературный отдел преобразован в Литературный центр Ундер и Тугласа, а языковой отдел и оставшиеся фольклористы сформировали основу Института эстонского языка. В 1993 году Институту эстонского языка было присвоено нынешнее название, а спустя два года Институт был подчинён министерству образования.
В 2009 году функционировало три отдела: диалектологический, изучающий как диалекты эстонского, так и близкородственные языки; отдел изучения грамматики литературного языка; словарный отдел. Независимо от них функционировала компьютерная рабочая группа. В 2014 году количество научных отделов увеличилось до шести:
- компьютерной лингвистики,
- исторической и общей лингвистики,
- языкового планирования,
- терминологический,
- финно-угорских языков и диалектов,
- словарный[4].

Институт публикует нормативный орфографический словарь эстонского языка, опросы и научные работы, посвящённые эстонскому; активно участвует в создании и реализации шестилетних планов развития языка. В Институте эстонского языка находится крупный корпус эстонских текстов, изучаются диалекты, история и другие аспекты языка.
Директор института — Тыну Тендер.